# 7614 Masatomi
7614 Masatomi este un asteroid din centura principală de asteroizi.

## Descriere
7614 Masatomi este un asteroid din centura principală de asteroizi. A fost descoperit pe 2 martie 1996 la Oizumi de Takao Kobayashi. El prezintă o orbită caracterizată de o semiaxă mare de 2,36 ua, o excentricitate de 0,07 și o înclinație de 3,5° în raport cu ecliptica.